# 武内亨
武内 亨（たけうち とおる、1927年5月16日 - 2006年8月4日）は、日本の俳優。本名：武内 享。
愛媛県今治市出身。明治大学予科中退。劇団俳優座養成所第2期生を経て、劇団俳優座に所属していた。

## 来歴・人物
テレビ時代劇『水戸黄門』では、徳川綱吉・大名・商人・梅小路大納言などを演じた。
2006年8月4日、肝内胆管癌のため神奈川県川崎市の病院で死去。79歳没。

## 出演作品

### テレビドラマ
- 山路の笛（1953年、NHK）
- コント 「看板のカーテン」（1953年、NHK） - 青年
- 青春はあなたのもの（1953年、NHK） - 林一夫
- 愛妻昇天（1953年、NHK） - 記者
- 電報三十分（1953年、NHK） - 客
- ハレ・アカラ（1953年、NHK） - 男
- 僕の見たもの聞いたもの（1953年、NHK）
- おじいさん（1954年、NHK）
- 白秋のおもかげ（1956年、NHK）
- ここに人あり（NHK）
  - 第19話「母と子と」（1957年）
  - 第43話「ダム・サイド」（1958年）
- 俵的日記（1957年、NHK）
- ダイヤル110番（NTV）
  - 第13話「眠りなき部屋」（1957年）
  - 第97話「空白のアリバイ」（1959年）
- お好み日曜座 / 翡翠（1958年、NHK）
- 雑草の歌（NTV）
  - 第33回「就学率50%」（1958年）
  - 第139回「夫の星」（1960年）
- ここに人あり（NHK）
  - 第107話「汐ざい」（1959年）
  - 第118話「旗をふるおばんちゃん」（1959年）
  - 第146話「五百分の一ミリの人生」（1960年）
  - 第161話「旅あきんど」（1960年） - 後藤
- 指名手配（NET）
  - 第17回、第18回「逮捕第一号」（1960年）
  - 第41回「黒い変質者」（1960年）
  - 第88回、第89回「天網恢恢」（1961年）
  - 第97回、第98回「祖谷渓の老人殺し」（1961年）
- 現代人間模様 第55回、第56回「谷間 ある週刊誌の編集室」（1960年、NHK）
- 軍歌 第4回「首途の夜」（1960年、KTV）
- 慎太郎ミステリー 暗闇の声 / 異変（1960年、KR）
- スリラー劇場 夜のプリズム / 写真の男（1960年、NTV）
- テレビ劇場（NHK）
  - おのこやも（1960年）
  - 弁財天の使（1960年）
  - 告白（1963年）
- 日立劇場（TBS）
  - 挑戦（1960年）
  - 黒い掟（1960年）
  - 小さな結婚披露宴（1961年）
- NECサンデー劇場 / こわれた瓶（1961年、NET）
- フジサワドラマシリーズ / 氾濫（1961年、TBS）
- 名勝負物語 第27回、第28回「空手風雲録」（1961年、NTV）
- おかあさん 第2シリーズ（TBS）
  - 第80回「春眠」（1961年）
  - 第376回「雪のなかに……」（1967年）
- 東芝土曜劇場（CX）
  - ねばったやつら（1961年）
  - 未亡記事（1962年）
- ゼロの焦点（1961年、CX）
- 文芸アワー（NTV）
  - 夕日はかくれて（1961年）
  - 姦（1962年） - 木津
- シャープ火曜劇場 / 今ひとたびの（1961年、CX）
- 天使の季節（1961年、NET）
- 七人の刑事（TBS）
  - 第1シーズン 第8話「死への長い道」（1961年）
  - 第2シーズン 第321話「神の人」（1968年）
- 日立ファミリーステージ / 隣りの老女（1961年、TBS）
- テレビ指定席 / 国士無双（1961年、NHK）
- 野望（1962年、KTV）
- 結婚 第2回「-逆転-」（1962年、CX）
- 杏っ子（1962年、NTV）
- 判決（NET）
  - 第12話「蝶」（1963年）
  - 第192話「いつかその日が」（1966年）
- 名作推理劇場 / 秘められた蜜月（1963年、NET）
- 創作劇場（1963年、ETV）
  - 失楽園
  - だれ?
- 東京・赤坂・六本木（1963年、NET）
- 芸術祭参加作品 鋳型（1963年、NHK）
- 夫婦百景 第290回「千羽づる」（1963年、NTV）
- こども劇場 / 石狩川（1964年、NHK）
- 風雪（NHK）
  - 第7話「開化新商法」（1964年） - 大久保利通
  - 第11話「紳士の御旗」（1964年） - 裁判官
  - 第26話「民権の旗」（1964年） - 内藤
  - 第30話「明治22年2月11日」（1964年） - 板垣退助
  - 第58話「明治最終列車」（1965年） - 木下昌孝
- 事件記者 第308回「所払い」（1964年、NHK）
- 近鉄金曜劇場（1964年）
  - 希望（TBS）
  - 山ほととぎす ほしいまま（RKB）
- NHK劇場（NHK）
  - 視界無限（1964年）
  - 水より淡し（1966年）
  - 争点（1967年）
- 男は太郎（1964年 - 1965年、CX）
- 悲恋十年（1964年、TBS）
- 連続テレビ小説 / たまゆら（1965年、NHK）
- 土曜グランド劇場 / 三界に家なし（1965年、TBS） - 弘見医師
- 東京警備指令 ザ・ガードマン 第21話「黄金の牙」（1965年、TBS）
- シオノギテレビ劇場（CX）
  - 帰郷（1965年）
  - 新珠三千代のおんなシリーズ 第1話「わかれ道」（1967年）
- NHK劇場 愛のシリーズ / 都会（1966年、NHK）
- 土曜日の虎 第2話「亀裂のなか」（1966年、TBS）
- 若者たち（1966年、CX）
- 木下恵介劇場→木下恵介アワー（TBS）
  - 記念樹（1966年）
  - おやじ太鼓（1968年）
  - 3人家族 第20話（1968年） - 電信課長
- 泣いてたまるか（TBS）
  - 第23話「その一言がいえない」（1966年）
  - 第38話「ああ純情くん」（1967年）
- ウルトラシリーズ（円谷プロ）
  - ウルトラマン 第38話「宇宙船救助命令」（1967年、TBS）  - 細川局長
  - ウルトラマンガイア 第39話「悲しみの沼」（1999年、MBS） - 平野老人
- 大河ドラマ（NHK）
  - 竜馬がゆく（1968年）
  - 元禄太平記（1975年） - 堀小四郎
  - 花神 第25話「江戸に別れを」（1977年） - 中川宮
  - 草燃える（1979年） - 源行綱
  - 八代将軍吉宗 第7話「草いちご」、第8話「綱引き」（1995年） - 成瀬正親
  - 元禄繚乱 第3話「お取り潰し」（1999年）
- アイウエオ 第15話（1968年、NHK）
- お庭番 第5話 - 第8話（1968年、NTV）
- 銭形平次 （CX）
  - 第114話「山刃の掟」（1968年） - 太左ヱ門
  - 第717話「大捕物」（1980年） - 藤右ヱ門
- キイハンター（TBS）
  - 第34話「墓を掘る殺し屋たち」（1968年）
  - 第174話「黒衣の花嫁 南国の連続殺人」（1971年）
  - 第195話「ミイラの殺人忘年会」（1971年）
- 用心棒シリーズ 俺は用心棒 第21話「決起の時九人」（1969年、NET / 東映） - 村井
- 見合い恋愛 第9話「おいらの女房」（1969年、NTV / C.A.L）
- 水戸黄門（TBS / C.A.L）
  - 第1部 （1969年 - 1970年） - 徳川綱吉
  - 第3部 第8話「雪姫変化 -掛川-」（1972年1月17日） - 井伊直宣
  - 第4部 第33話「長槍始末記 -古河-」（1973年9月3日） - 本多忠良
  - 第6部 第18話「紙を喰う虫 -高知-」（1975年7月28日） - 山内豊昌
  - 第7部 第13話「泣くなわらしっこ -秋田-」（1976年8月16日） - 佐竹義処
  - 第11部 第9話「隠密津軽凧 -弘前-」（1980年10月13日） - 津軽信政
  - 第12部 第27話「瞼の母娘にめぐる春 -江戸・水戸-」（1982年） - 稲葉景通
  - 第14部 第11話「津軽馬鹿塗り駄目親父 -弘前-」（1984年1月9日） - 津軽信政
  - 第15部 第35話「命を賭けた裏切り武士道 -高崎-」（1985年9月23日） - 松平輝貞
  - 第16部 第20話「九谷焼に賭けた兄弟愛 -大聖寺-」（1986年9月8日） - 前田利直
  - 第17部 第13話「仇討ち阿波人形 -徳島-」（1987年11月23日） - 蜂須賀綱矩
  - 第20部（1991年）
    - 第13話「ドジな男の恩返し -高知-」 - 山内豊昌
    - 第48話「陰謀渦巻く薪能 -江戸-」 - 伊達綱村

  - 第21部 第1話「悪鬼が巣喰う岡崎城 -水戸・岡崎-」（1992年4月6日） - 水野忠盈
  - 第22部 第29話「世継ぎを狙う毒の罠 -高田-」（1993年11月29日） - 稲葉正往
  - 第23部
    - 第16話「八兵衛夢見た若旦那 -宮津-」（1994年11月21日） - 阿部正邦
    - 第25話「怨念!化け猫騒動 -佐賀-」（1995年1月30日） - 小城屋
    - 第33話「京の都の恋友禅 -京-」（1995年3月27日） - 梅小路大納言

  - 水戸黄門外伝 かげろう忍法帖 第8話「底なし沼に陥ちた悪 -平戸-」（1995年） - 田島左衛門
  - 第25部 第14話「飛猿が恋をした -岡山-」（1997年3月27日） - 出石屋嘉兵衛
- 土曜劇場 / 五代家の嫁 第2話（1970年、KTV）
- 雪之丞変化 第8話「三番倉の鍵」（1970年、CX）
- 鬼平犯科帳 第1シリーズ 第52話「乞食坊主」（1970年、NET / 東宝） - 菅野伊介
- 大忠臣蔵（1971年、NET / 三船プロ） - 田村右京大夫
- 怪奇十三夜 第1回「怪談累ヶ淵」（1971年、NTV）
- 天皇の世紀 第一部 第7話「黒い風」（1971年、ABC） - 安藤対馬守
- 四騎の会ドラマシリーズ / 化石（1972年、CX） - パリ駐在商社員
- 飛び出せ!青春 第7話「このバカを許して下さい」（1972年、NTV / 東宝） - 木次源治郎（祐一の父）
- 太陽にほえろ!（NTV / 東宝）
  - 第16話「15年目の疑惑」（1972年） - 中沢伸治
  - 第299話「ある出逢い」（1978年） - 矢追第一中学校教頭
  - 第329話「タイムリミット」（1978年） - 本庁幹部
  - 第342話「何故」（1979年） - 前岡（国際刑事局）
  - 第406話「島刑事よ、さようなら」（1980年） - 大原
- サスペンスシリーズ / めぐり逢った恐怖（1973年、MBS）
- 科学捜査官 第6話「殺意の年輪」（1973年、KTV / 松竹)
- 剣客商売 第22話「明日への旅立ち」（1973年、CX） - 西山団右衛門
- 笹舟の二人（1973年、NHK）
- ザ・ボディガード 第3話「哀しみの白い雨傘」（1974年、NET / 東映） - 島谷
- 幡随院長兵衛お待ちなせえ（1974年、MBS / 東宝） - 石谷十蔵
  - 第3話「刀に賭けた男意気」
  - 第12話「甦った恋」
  - 第23話「拐かされた女」
  - 第25話「非業の死」
  - 第26話「男伊達一代」
- われら青春! 第14話「われら同級生!」（1974年、NTV / 東宝） - 木次源治郎
- 鞍馬天狗 第8話「裏切る」（1974年、NTV / 東宝） - 山崎丞
- 大江戸捜査網（12ch→TX / 三船プロ）
  - 第165話「かわら版武士道」（1974年） - 若年寄
  - 第235話「恐怖の町人斬り」（1976年） - 京極備前守
  - 第288話「浪人殺しの陰謀」（1977年） - 佐久間藩次席家老・藤代四郎兵衛 ※クレジット上は、竹内亨
  - 第352話「怪談涙の燈籠流し」（1978年） - 島倉大膳
  - 第389話「尼僧が秘めた仇討ち七変化」（1979年） - 越後屋
  - 第455話「女風呂幽霊事件」（1980年） - 立花出雲守
  - 第520話「父子に迫る黒い牙」（1981年） - 小池左馬介
- 6羽のかもめ 第11話「冬の将軍」（1974年、CX）
- 夜明けの刑事 第21話「受験の春 思いつめた16才」（1975年、TBS）
- なつかしき海の歌（1975年、TBS）
- 燃える捜査網 第3話「殺しの罠」（1975年、NET / 東映） - 早瀬総務課長
- 非情のライセンス 第2シリーズ 第46話「兇悪の閃光」（1975年、NET / 東映） - 斉藤
- 木曜スペシャル / マグニチュード8.5!! 東京大地震（1975年、NTV）
- 燃えよ!ダルマ大臣・高橋是清伝（1976年、CX） - 広田外相
- 快傑ズバット 第22話「少年ボクサー 涙の父」（1977年、12ch / 東映） - 矢川丈二（ハリケーン丈二）
- ゴールデンドラマシリーズ / 砂の器（1977年、CX / 俳優座映画放送） - 上杉医師
- 江戸の旋風III 第23話「同心わかれ道」（1977年、CX / 東宝）
- 吉宗評判記 暴れん坊将軍 第1話「春一番! 江戸の明星」（1978年、ANB / 東映） - 伊豆屋治兵衛
- 特捜最前線（ANB / 東映）
  - 第43話「通り魔・長距離ランナーを追え!」（1978年）
  - 第131話「6000万の美談を狩れ!」（1979年）
- 日本の戦後 第10集「オペラハウスの日章旗 サンフランシスコ講和会議」（1978年、NHK） - 西村熊雄
- 土曜ワイド劇場（ANB）
  - 夏の怪奇シリーズ 第1作「原色の蝶は見ていた 死の匂い」（1978年）
  - 特選推理シリーズ 第2作「鮮やかな完全犯罪 女相続人」（1979年）
  - 帝銀事件 大量殺人・獄中32年の死刑囚（1980年）
  - 松本清張の風の息（1982年）
- 大空港 （CX / 松竹）
  - 第10話「男たちの詩」（1978年） - 柿沼経理部長
  - 第36話「さらば鯉沼刑事! 炎の中の青春は終れり」（1979年） - 久保酒店店主
- 歴史の涙（1980年、TBS） - 大橋会長（日本放送協会）
- 破れ新九郎 第6話「地獄の白州は快刀乱麻!」（1978年、ANB / 中村プロ） - 宗方十右衛門
- Gメン'75 第211話「通勤バスから消えたキャリアガール」（1979年、TBS / 東映） - 滝田部長（大東亜物産航空機部）
- 魔女伝説（1979年、CX）
- 花王 愛の劇場 / 体の中を風が吹く（1979年、TBS）
- 土曜ドラマ（NHK）
  - 離婚（1980年） - 守之助
- 日立スペシャル / 曠野のアリア（1980年、TBS）
- 闇を斬れ 第2話「春風に泣いた血汐花」（1981年、KTV / 松竹） - 利平
- 野々村病院物語 第5話（1981年、TBS） - 住田
- 時代劇スペシャル（CX）
  - 岡っ引どぶ 第2作「京洛殺人事件」（1982年、映像京都）
  - 剣客商売 第1作「辻斬り」（1982年）
  - 影狩り（1983年）
  - 暗殺者の神話（1984年）
- 大岡越前（TBS / C.A.L）
  - 第7部 第1話「大岡越前」（1983年4月18日） - 松平石見守
  - 第9部 第6話「探した我が子は女掏摸」（1985年12月2日） - 榛名屋
  - 第14部 第19話「無情に泣いた愛の折鶴」（1996年10月28日） - 伊勢屋
- 大奥 第3話「陰謀の毒薬」（1983年） - 九条幸家
- 長七郎江戸日記 第1シリーズ（NTV）
  - 第5話「風流みだれ囃子」（1983年） - 高力忠房
  - 第62話「ふたり玉三郎」（1985年） - 尾高甲斐守直久
- 花も嵐も踏み越えて 女優田中絹代の生涯 前編・試験結婚の誤算（1984年、ANB）
- 火曜サスペンス劇場 / 母の証言（1985年、NTV） - 裁判長
- 12時間超ワイドドラマ / 花の生涯 井伊大老と桜田門（1988年、TX） - 九条尚忠
- 女性作家サスペンス / 晩餐会（1988年、KTV）
- 月曜・女のサスペンス / 父は戦争に行った（1988年、TX）
- ナショナル劇場 / 翔んでる!平賀源内 第3話「浮世絵阿片地獄」（1989年、TBS） - 鈴木春信
- 鬼平犯科帳 第2シリーズ スペシャル「雲竜剣」（1990年、CX / 松竹） - 高杉銀平
- サスペンス・魔 / ある男の三日間（1993年、KTV）
- はぐれ刑事純情派 第7シリーズ 第23話「汚染した女子高生!?指紋の謎」（1994年、ANB / 東映） - 斉藤清三
- 月曜ドラマシリーズ / 冬の訪問者（1994年、KTV）
- 月曜ドラマスペシャル→月曜ミステリー劇場（TBS）
  - 今夜もテレビで眠れない 第3話「猫坂の上の幽霊たち」（1995年）
  - 人それを情死と呼ぶ（1996年）
  - 冤罪シリーズ（2000年）
    - 第1作
    - 第2作

  - 教授検事 東京地検特捜部（2004年）
- 憲法はまだか（1996年、NHK） - 岩田宙造

### 映画
- ひめゆりの塔（1953年） - 兵士
- 野獣死すべし（1959年） - 手塚
- 白と黒（1963年） - 電話局の職員
- 日本のいちばん長い日（1967年） - 小林海軍軍医
- 塩狩峠（1973年） - 永野貞行
- 華麗なる一族（1974年） - 速水秘書
- 女王蜂（1978年） - 大道寺鉄馬
- 翼は心につけて（1978年） - 教務主任
- ブルークリスマス（1978年） - 田村方面軍司令
- 水戸黄門（1978年） -  前田綱紀
- 配達されない三通の手紙（1979年） - 招待客
- 遙かなる走路（1980年）
- 悪霊島（1981年） - 広瀬警部補
- 天国の駅 HEAVEN STATION（1984年） - 牧師
- おまえが嫌いだ（2005年、NETCINEMA.TV）)

### 吹き替え
- 地獄への退却（ハンスン大尉〈リチャード・カールソン〉）
- 独裁者（レジナルド・ガーディナー）※TBS版
- ならず者部隊（サム・ギフォード〈ロバート・ワグナー〉）

### 舞台
- オセロ
- 城砦
- 石の火
- 巨人の帽子